# Tulio Mendoza Belio
Tulio Mendoza Belio (Rancagua, 24 de agosto de 1957) é um poeta chileno, membro da Academia Chilena de la Lengua, membro correspondente da Real Academia Espanhola. Mendoza é presidente da Sociedade de Escritores do Chile (SECH), uma subsidiária Concepción e presidente-fundador do Centro Cultural Fernando González-Urízar de Concepcion, residente na cidade desde 1976.